# マリー・ウォールキャンプ
マリー・ウォールキャンプ（Marie Walcamp, 1894年7月27日 - 1936年11月17日）は、アメリカ合衆国の女優である。日本ではマリー・ウォールキャムプとも表記された。

## 人物・来歴
オハイオ州タスカラワス郡デニソンに生まれる。
1913年、ユニヴァーサル・フィルム・マニュファクチュアリング・カンパニー（現在のユニバーサル・ピクチャーズ）に入社、同社傘下のパワーズ・ピクチャー・プレイズ製作、ハリー・A・ポラード監督・主演による短篇映画 The Village Blacksmith でポラードの相手役に抜擢されてデビューする。同年、ヘンリー・マックレイ監督の The Werewolf に出演、以降、マックレイ監督が量産する短篇映画に多く出演する。
1916年、ユニヴァーサル傘下にブルーバード映画が設立されると、フィリップス・スモーリーおよびロイス・ウェバー共同監督の Hop - The Devil's Brew, 『ザ・フラート』、 John Needham's Double に出演、主演した『ザ・フラート』のみ、日本でも公開された。同年、シリアル『快漢ロロー』に主演して人気を博す。1918年には、ブルーバード映画製作、コリン・キャンベル監督の Tongues of Flame に主演する。
1920年、1歳年長の俳優ハーランド・タッカーと結婚する。同年に公開された『龍の網』をもって、ユニヴァーサルを退社する。満33歳を迎える1927年に公開された In a Moment of Temptation 以降の出演作の記録は見当たらない。
1936年11月17日、薬物の大量摂取による自殺を図り、死去した。満42歳没。火葬され遺灰は遺族が分け、墓所は不明である。

## フィルモグラフィ
特筆以外すべて出演作である。

### 1910年代
- The Village Blacksmith : 監督・主演ハリー・A・ポラード、1913年 - 出演・役 The Blacksmith's Daughter
- The Girl Ranchers : 監督アル・クリスティ、1913年
- The Girl and the Tiger : 監督不明、1913年
- Memories : 監督フィリップス・スモーリー / ロイス・ウェバー、主演エラ・ホール、1913年 - 出演・役 Life's Companion
- What the Wild Waves Did : 監督アル・クリスティ、1913年
- The Doctor's Orders : 監督ジェームズ・ニール、1913年 - 出演・役 Mrs. Martin
- By Fate's Decree : 監督オーティス・ターナー、主演ロバート・Z・レナード、1913年 - 出演・役 The Woman
- The Werewolf : 監督ヘンリー・マックレイ、1913年 - 出演・役 Kee-On-Ee（若年時）
- The Flash of Fate : 監督不明、1914年
- The Option : 監督不明、1914年
- The Vagabond Soldier : 監督ヘンリー・マックレイ、1914年
- The Legion of the Phantom Tribe : 監督不明、1914年
- From the Lion's Jaws : 監督ヘンリー・マックレイ、1914年
- Won in the Clouds : 監督オーティス・ターナー、1914年
- In the Wolves' Fangs : 監督不明、1914年
- A Nation's Peril : 監督不明、1914年
- Cast Adrift in the South Seas : 監督ヘンリー・マックレイ、1914年
- Isle of Abandoned Hope : 監督不明、1914年
- A Mexican Spy in America : 監督ヘンリー・マックレイ、1914年
- Olana of the South Seas : 監督不明、1914年 - 出演・役 Olana
- Tribal War in the South Seas : 監督不明、1914年
- Rescued by Wireless : 監督ヘンリー・マックレイ、1914年
- The Lure of the Geisha : 監督ヘンリー・マックレイ、1914年
- The Law of the Lumberjack : 監督ヘンリー・マックレイ、1914年
- A Daughter of the Plains : 監督不明、1914年
- Our Enemy's Spy : 監督ヘンリー・マックレイ、1914年
- The Half-Breed : 監督不明、1914年
- The Phantom Light : 監督ヘンリー・マックレイ、1914年
- A Redskin Reckoning : 監督ヘンリー・マックレイ、1914年
- The Jungle Master : 監督ヘンリー・マックレイ、1914年
- The Silent Peril : 監督ヘンリー・マックレイ、1914年
- The Brand of His Tribe : 監督ヘンリー・マックレイ、1914年
- The Trail Breakers : 監督ヘンリー・マックレイ、1914年
- The Law of the Range : 監督ヘンリー・マックレイ、1914年
- In the Jungle Wilds : 監督不明、1915年
- Custer's Last Scout : 監督ヘンリー・マックレイ、1915年
- The Governor Maker : 監督ヘンリー・マックレイ、1915年
- The Crime of Thought : 監督パット・パワーズ、1915年
- The Awaited Hour : 監督ハーバート・ブレノン、主演ヴァイオレット・マースロウ、1915年
- Ridgeway of Montana : 監督ヘンリー・マックレイ、1915年
- Terrors of the Jungle : 監督ヘンリー・マックレイ、1915年
- The Lost Ledge : 監督ヘンリー・マックレイ、1915年
- The Blood of the Children : 監督ヘンリー・マックレイ、脚本ベス・メレディス、1915年
- The Mysterious Contragrav : 監督ヘンリー・マックレイ、1915年 - 出演・役 Laline Coxheim
- The Oaklawn Handicap : 監督ヘンリー・マックレイ、1915年
- The War of the Wild : 監督ヘンリー・マックレイ、1915年 - 出演・役 Marie
- A Romance of Hawaii : 監督アル・クリスティ、1915年 - 出演・役 Marie
- The Blood of His Brother : 監督ヘンリー・マックレイ、1915年 - 出演・役 Grace
- The Torrent : 監督ヘンリー・マックレイ、1915年 - 出演・役 Marie Simpson
- 『怪豹』（別題『蕃地の女王』） The Jungle Queen : 監督ヘンリー・マックレイ、1915年
- The Circus Girl's Romance : 監督ヘンリー・マックレイ、1915年 - 出演・役 Patsy
- 『鉄血』（別題『男試めし』） The Test of a Man : 監督ヘンリー・マックレイ、1915年 - 出演・役 Dorothy Paxton
- The Toll of the Sea : 監督ヘンリー・マックレイ、1915年
- A Daughter of the Jungles : 監督ヘンリー・マックレイ、1915年
- Chasing the Limited : 監督ヘンリー・マックレイ、1915年
- A Double Deal in Pork : 監督フランク・ロイド、1915年
- Coral : 監督ヘンリー・マックレイ、1915年 - 出演・役 Coral
- The Surrender : 監督ハロルド・エントウィスル、1915年
- The Yellow Star : 監督J・P・マッゴワン、1915年
- A Fight to a Finish : 監督J・P・マッゴワン、1915年
- The Heart of a Tigress : 監督ノーヴァル・マクレガー、1915年
- Discontent : 監督・原作・脚本ロイス・ウェバー、1916年
- Hop - The Devil's Brew : 監督・主演フィリップス・スモーリー / ロイス・ウェバー、1916年 - 出演・役 Jane Leech
- 『死の列車』 The Iron Rivals : 監督ヘンリー・マックレイ、1916年
- 『ザ・フラート』 The Flirt : 監督フィリップス・スモーリー / ロイス・ウェバー、1916年 - 主演・役 Cora
- John Needham's Double : 監督フィリップス・スモーリー / ロイス・ウェバー、主演タイロン・パワー・シニア、1916年 - 出演・役 Ellen Norbury
- 『暗中鬼』 Where Are My Children? : 監督フィリップス・スモーリー / ロイス・ウェバー、主演タイロン・パワー・シニア、1916年 - 出演・役 Mrs. William Carlo
- The Leap : 監督ヘンリー・マックレイ、1916年
- Tammany's Tiger : 監督ヘンリー・マックレイ、1916年
- A Railroad Bandit : 監督ヘンリー・マックレイ、1916年
- The Money Lenders : 監督ヘンリー・マックレイ、1916年
- The Human Pendulum : 監督ヘンリー・マックレイ、1916年 - 出演・役 Dorothy Markham
- Who Pulled the Trigger? : 監督ヘンリー・マックレイ、1916年
- Onda of the Orient : 監督ヘンリー・マックレイ、1916年 - 出演・役 Onda
- 『快漢ロロー』 Liberty : 監督ジャック・ジャッカード / ヘンリー・マックレイ、1916年 - 主演・役 Liberty Horton
- Patria : 監督レオポルド・ウォートン / シオドア・ウォートン / ジャック・ジャッカード、1917年 - 出演・役 Bess Morgan
- 『蕃勇』 A Jungle Tragedy : 監督不明、1917年
- 『報い』 The Indian's Lament : 監督ヘンリー・マックレイ、1917年 - 出演・役 Bess Connolly
- 『鉄の心』 Steel Hearts : 監督ヘンリー・マックレイ、1917年
- The Star Witness : 監督ヘンリー・マックレイ、1917年
- 『曠野の花』 The Kidnapped Bride : 監督ヘンリー・マックレイ、1917年
- 『女丈夫』 Her Great Mistake : 監督ヘンリー・マックレイ、1917年
- 『ダイヤの1』（別題『赤骨牌』） The Red Ace : 監督・脚本ジャック・ジャッカード、1917年 - 主演・役 Virginia Dixon
- 『獅子の爪』 The Lion's Claws : 監督ハリー・ハーヴェイ / ジャック・ジャッカード、1918年 - 主演・役 Beth Johnson
- The Whirlwind Finish : 監督ヘンリー・マックレイ、1918年
- Tongues of Flame : 監督コリン・キャンベル、1918年 - 出演・役 Teresa
- 『赤手袋』 The Red Glove : 監督J・P・マッゴワン、1919年 - 出演・役 Billie
- A Phantom Fugitive : 監督ジャック・ジャッカード、主演エディ・ポーロ、1919年 - 原作・出演
- Tempest Cody Hits the Trail : 監督ジャック・ジャッカード、1919年 - 出演・役 Tempest Cody
- Tempest Cody Flirts with Death : 監督ジャック・ジャッカード、1919年 - 出演・役 Tempest Cody
- 『荒馬』 Tempest Cody Rides Wild : 監督ジャック・ジャッカード、1919年 - 出演・役 Tempest Cody
- Tempest Cody's Man Hunt : 監督ジャック・ジャッカード、1919年 - 出演・役 Tempest Cody
- Tempest Cody Plays Detective : 監督ジョージ・ホルト、1919年 - 出演・役 Tempest Cody
- Tempest Cody Gets Her Man : 監督ジョージ・ホルト、1919年 - 出演・役 Tempest Cody
- Tempest Cody Bucks the Trust : 監督ジョージ・ホルト、1919年 - 出演・役 Tempest Cody
- Tempest Cody Turns the Tables : 監督ジョージ・ホルト、1919年 - 出演・役 Tempest Cody
- Tempest Cody, Kidnapper : 監督ヘンリー・マックレイ、1919年 - 出演・役 Tempest Cody

### 1920年代
- 『龍の網』 The Dragon's Net : 監督ヘンリー・マックレイ、1920年 - 主演・役 Marie Carlton
- 『汚点』 The Blot : 監督フィリップス・スモーリー / ロイス・ウェバー、1921年 - 出演・役 The Other Girl, Juanita Claredon
- Treasure Canyon : 監督B・リーブス・イースン、1924年
- A Desperate Adventure : 監督J・P・マッゴワン、1924年
- What Happened Next Door : 監督不明、1924年
- Western Vengeance : 監督J・P・マッゴワン、1924年 - 出演・役 Mary Sterling
- In a Moment of Temptation : 監督フィリップ・カール、1927年 - 出演・役 Alice Gage （最終出演作）

## 関連事項
- タスカラワス郡 (オハイオ州) （en:Tuscarawas County, Ohio）
- デニソン (オハイオ州) （en:Dennison, Ohio）
- パット・パワーズ (実業家) （en:Pat Powers (businessman)）

## 註
1. 1 2 3 4 5 6 7 8 9 10 11  Marie Walcamp, Internet Movie Database （英語）, 2010年6月11日閲覧。
2. ↑  マリー・ウォールキャムプ、キネマ旬報映画データベース、2010年6月11日閲覧。
3. ↑  『ブルーバード映画の記録』 : 製作・著・発行山中十志雄・塚田嘉信、1984年4月、p.60-63.
4. ↑  Harland Tucker - IMDb（英語）, 2010年6月11日閲覧。
5. ↑  Marie Walcamp, Find A Grave （英語）, 2010年6月11日閲覧。